# Cimetière monumental de Trente
Le cimetière monumental de Trente (en italien : Cimitero monumentale di Trento) est le cimetière principal de la ville de Trente.

## Histoire
Le cimetière a été conçu en 1824 par l'ingénieur Giuseppe Pietro Dal Bosco. Les travaux de construction ont commencé en 1826 et se poursuivent pendant plus de quarante ans, mais l'inauguration eut lieu dès 1827.

## Description
À l'intérieur se trouvent également le sanctuaire militaire (it), le monument ossuaire austro-hongrois (it) et une église cimetière dédiée au Rédempteur.
Il dispose d'un crématorium, inauguré en 2021.

## Personnalités
- Flaminio Piccoli (1915-2000), homme politique
- Alfredo Pieroni (1923-2011), journaliste[3]
- Beniamino Andreatta (1928-2007), homme politique[4]
- Margherita Cagol (1945-1975), terroriste[5]